# پرسترویکا (فیلم)
پرسترویکا (انگلیسی: Perestroika) یک فیلم درام آمریکایی-روسی است که در سال ۲۰۰۹ منتشر شد. از بازیگران این فیلم می‌توان به سام روباردس، الی شیدی و اف. موری آبراهام اشاره کرد.